# Over the Rainbow
„Over the Rainbow“ (často označována i jako „Somewhere Over the Rainbow“) je jedna z klasických a i oscarových baladických sentimentálních skladeb, jejíž hudbu složil Harold Arlen a původní anglický text napsal Yip Harburg. Původně byla tato píseň napsána k filmu Čaroděj ze země Oz (The Wizard of Oz) a nazpívala ji 7. října 1938 americká herečka a zpěvačka Judy Garlandová.
Ve filmu je část písně hrána během úvodních titulků orchestrem studia MGM. Přibližně o pět minut později Garlandová jako postava Dorothy Galeová zazpívá „Over the Rainbow“ poté, co se neúspěšně pokusí svému strýci a tetě vysvětlit okolnosti incidentu svého pejska Tota se špatnou Miss Gulch. Dorotina teta Ema jí řekne, aby ona sama našla Totovi místo, na kterém se více nedostane do problémů. Dorota rozjímá nad tím, kde by to mohlo být: „dostane se tam loďkou, vlakem, je to daleko, velmi daleko, někde za měsícem, za deštěm ...“ a navazuje na své úvahy zpěvem písně.
Píseň je na prvním místě seznamu skladeb 20. století, který pro studijní účely v roce 2001 v USA zpracovali organizace Recording Industry Association of America, National Endowment for the Arts (Národní nadace pro umění) a Scholastic Corporation. I Americký filmový institut dal píseň „Over the Rainbow“ na první místo seznamu stovky nejlepších filmových písní století („AFI 's 100 Years ... 100 Songs“). Spolu s písní „White Christmas“ se „Over the Rainbow“ stala symbolem pro americké vojáky, kteří bojovali v Evropě během II. světové války. Judy Garlandová s touto písní před vojáky v roce 1943 skutečně vystoupila.
Skladba je notoricky známá a její různé verze se dodnes dostávají na vrcholy hudebních žebříčků na celém světě.

## The Wizard of Oz

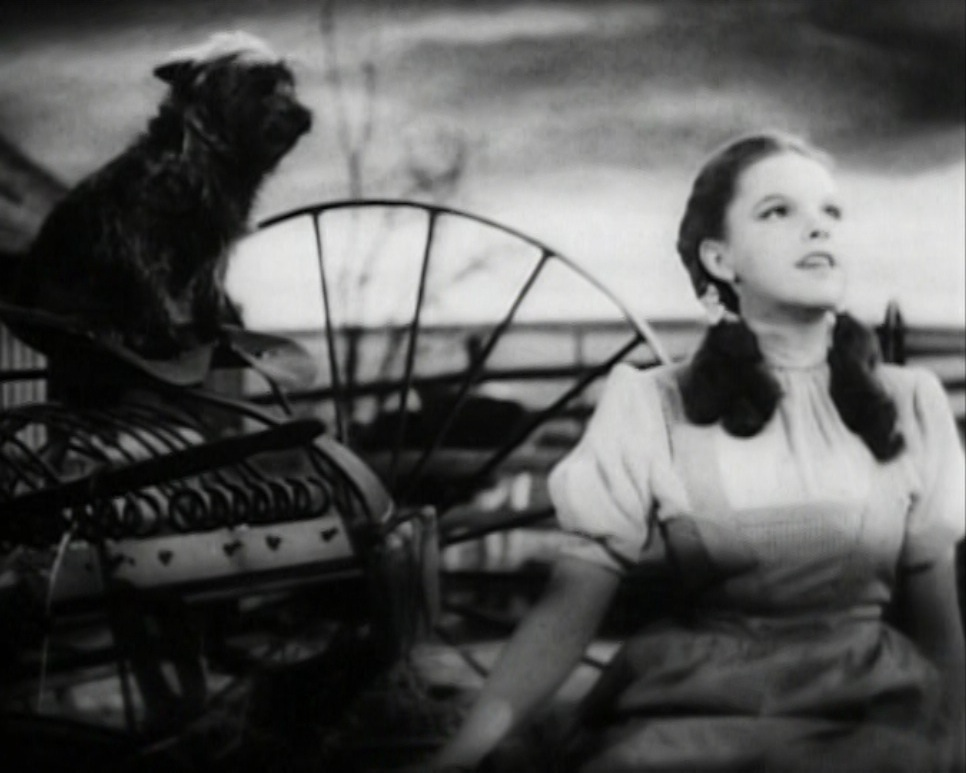
Judy Garlandová zpívá píseň ve filmu The Wizard of Oz.

Píseň „Over the Rainbow“ byla z filmu původně vymazána. Podle vyjádření ředitele MGM Louisa B. Mayera a producenta Mervyna Leroye prý „skladba zpomalovala dění filmu“ a „takový song byl vhodný spíše pro nějakou starší muzikálovou herečku, než pro holčičku, které si prozpěvuje na dvoře před stodolou“. Na naléhání asistenta produkce Arthura Freeda a konzultanta zpěvu Rogera Edense píseň do filmu nakonec vrátili.
Druhá reprízová část písně byla z filmu vystřižena. Dorotka ji zpívala při uvěznění v zámku čarodějek, když sledovala, jak se jí čas života krátí během měření v čarodějnických přesýpacích hodinách. Vizuální část písně se nedochovala, zvuková vyšla alespoň na bonusové části soundtracku 2-CD Deluxe, který vydalo vydavatelství Rhino Entertainment.

## Původní nahrávky od Garlandové
Garlandová poprvé píseň s aranžemi Murraye Cuttera nahrála pro film ve studiích MGM dne 7. října 1938.
Studiovou nahrávku písně „Over the Rainbow“ vydalo hudební vydavatelství Decca Records v září 1939. V březnu 1940 tatáž verze písně vyšla na albu The Wizard of Oz. Protože tato verze není zvukově zcela identická s filmovou, vyšla i později v 60. letech na singlovém formátu, ale Garlandová ji živě vždy zpívala v původní filmové verzi. Byla jí věrná, protože ji lze chápat i duchovně, jako „poselství odněkud zpoza duhy“.
V roce 1956 studia MGM vydala originální soundtrack z filmu na albu. Jeho vydání bylo časově sladěno s televizní premiérou filmu. Verze měla své vícenásobné reedice, včetně té, kterou jako Deluxe Edition vydali v roce 1995 Rhino Records.
Již v období vydání originální nahrávky od Judy Garlandové v amerických hracích automatech (jukeboxech) existovaly různé coververze písně „Over the Rainbow“ od osobností jako byly Bob Crosby či Glenn Miller.

## Text písně
Úvodní verš, který nebyl použit ve filmu, se často používá v divadelních adaptacích díla The Wizard of Oz. Je zahrnut v klavírní partituře písní k filmu. Verš použili ve svých verzích písně „Over the Rainbow“ kromě jiných i Frank Sinatra, Doris Dayová, Tony Bennett, Ella Fitzgeraldová či Sarah Vaughan.

## Některé významnější coververze
- Doo-wopová skupina The Demensions se v roce 1960 s covervezí písně dostala na 16. pozici v žebříčku Billboard Hot 100.[6]
- Australský hudebník Billy Thorpe se na vrchol australského žebříčku s touto písní dostal v roce 1965, později s bluesovou verzí skladby i v roce 1974.[7]
- Album Over the Rainbow od Patti LaBelle and the Bluebelles se v roce 1966 dostal na 20. místo amerického žebříčku R & B.
- V Německu se dostala v roce 1994 na třetí místo s taneční verzí písně „Over the Rainbow“ DJ-ka Marusha.
- Americká popová zpěvačka a herečka Katharine McPheeová také vydala coververzi písně, která dosáhla 12. pozici žebříčku Billboard Hot 100.
- V roce 2001 vydal singl „Somewhere Over the Rainbow“ / „What a Wonderful World“ (medley) i zpěvák Cliff Richard. Tento singl dosáhl v hudebních žebříčcích ve Spojeném království 11. pozici.[8]
- Ariana Grande zazpívala "over the rainbow" na benefičním koncertě "One Love Manchester", po teroristickém útoku, který se stal na jejím koncertě 22. května. Tato píseň, společně s "one last time", se reprezentuje pro tuhle událost, jako hymna.

česká coververze
- Pod názvem „S nádhernou duhou“ s textem Miloně Čepelky ji v roce 1979 nazpívala Eva Pilarová
- Pod názvem „Tou modrou klenbou“ s textem Eduarda Krečmara ji v roce 1993 nazpívala Helena Vondráčková

### Verze od Israela Kamakawiwoolea
Israel Kamakawiwoole vydal v roce 1993 své studiové album Facing Future, na kterém se nachází i směs spojených písní "Over the Rainbow" a „What a Wonderful World“ (známý hit od Louise Armstronga). V časopisu Billboard skladba obsadila 12. místo v žebříčku Hot Digital Tracks.
V Spojeném království vyšla skladba jako singl pod názvem „Somewhere Over the Rainbow“. V oficiálních britských žebříčcích startovala v dubnu roku 2007 (deset let po smrti Israela Kamakawiwoolea) na 68. místě. Po několika odchodech a návratech v tomto žebříčku dosáhla v září roku 2008 svůj vrchol na 46. místě.
V Německu se v roce 2010 singl také vrátil do žebříčků. Po pouhých dvou týdnech se z něj prodalo 150 000 nosičů a singl získal tzv. zlatý certifikát.. V říjnu 2010 se song dostal na první příčku německých žebříčků a v únoru 2011 byl za prodej více než 600 000 kopií certifikován jako dvojnásobně platinový. Protože zůstal na vrcholu nepřetržitě 12 týdnů za sebou, stal se singl nejúspěšnějším německým singlem roku 2010. V žebříčku singlů ve Francii pro rok 2011 se singl držel na jeho vrcholu osm týdnů.
Verze písně „Over the Rainbow“ od Israela Kamakawiwoolea byla použita v mnoha televizních reklamách, filmech a pořadech: Osudové setkání, Seznamte se, Joe Black, 50krát a stále poprvé, Hadi v letadle, Jižní Pacifik, Odložené případy, Pohotovost, Policajt z Marsu a Horizon. V USA byla skladba certifikována jako platinová - za milion placených stažení. Ve Švýcarsku skladba získala také platinovou desku za 30 000 prodaných kopií.
Verze skladby od Israela Kamakawiwo'olea se ve 22. části první série amerického televizního muzikálového seriálu Glee dočkala coververze, která vyšla na EP s názvem Glee: The Music, Journey to Regionals. Toto album se dostal v hudebních žebříčcích na 30. místo ve Spojeném království, na 31. místo v Kanadě a Irsku, 42. byl v Austrálii a 43. v Spojených státech. V roce 2011 nahrál takovou coververzi i Joe McElderry a vydal ji na svém druhém studiovém albu Classic.

### Verze od Evy Cassidy
V roce 1992 nahrála svou verzi skladby „Over the Rainbow“ i zpěvačka Eva Cassidy. Skladba vyšla na albu duetů s názvem The Other Side, který vydala v témže roce společně s funky zpěvákem Chuckem Brownem.
Tato zpěvačka nebyla mimo USA tolik známá. V roce 1996 zemřela na melanom. V roce 1998 na její počest vyšlo výběrové album Songbird. Její verze skladby „Over the Rainbow“ vyšla v roce 2001 znovu jako singl, který se v britském žebříčku umístil na 42. místě.
Evina píseň „Over The Rainbow“ byla vysílána moderátorem Terry Woganem v BBC Radio 2 a v televizní show Top of the Pops 2. V televizi byl vysílán klip, na kterém byly nahrávky amatérskou videokamerou z Blues Alley ve Washingtonu, které vznikly během výroby alba The Other Side. Publicita a okolnosti způsobily, že se kompilační album Songbird od Evy Cassidy dostalo na první pozici žebříčků Spojeného království a její coververze songu „Over the Rainbow“ byla v roce 1999 vybrána televizí BBC na album Songs of the Century. Z této její písně včetně vydání na akustické kompilaci Simply Eva z roku 2011, bylo dodnes prodáno více než deset milionů kopií. Do Top-10 se tato coververze dostala i v hudebních žebříčcích v Austrálii, Německu, Švédsku, Norsku a Švýcarsku.

### Verze od Kylie Minogue
Coververzi skladby "Over the Rainbow" vydala během svého onemocnění rakovinou prsu i australská zpěvačka Kylie Minogue. Šlo o koncertní nahrávku z DVD Kylie Showgirl, která byla natočena těsně před diagnostikováním nemoci v Earls Court Exhibition Centre 6. května 2005. Tento singl vyšel na Vánoce 25. prosince 2005 a byl jejím prvním singlem, který vydala pouze jako digitální nahrávku. Jako "B-strana" tohoto singlu vyšla komerční americká vánoční písnička "Santa Baby".

### Verze od Danielle Hope
Téma „Dorotky a Čaroděje ze země Oz“ neobešla ani muzikálového skladatele Andrew Lloyd Webbera, který od března do května 2010 uspořádal ve spolupráci s televizí BBC castingová televizní soutěž s názvem Over the Rainbow, během níž hledal talenty a „neokoukané tváře“ pro jeho připravovanou adaptaci muzikálu The Wizard of Oz. Tento muzikál měl premiéru v květnu roku 2011.
Vítězkou soutěže pro postavu Dorotky se stala Danielle Hopeová. Danielle dne 23. května 2010 vydala elektronickou verzi (ke stažení přes internet) a 31. května 2010 i CD singl písně „Over the Rainbow“. Na „B-straně“ singlu je směs melodií z projektu The Wizzard of Ozz v interpretaci Sophie Evansové, Danielle Hopeové a Lauren Samuelsové. Singl vyšel ještě před vyhlášením výsledků soutěže a hlavním důvodem pro jeho vydání bylo zajistit příspěvky pro charitativní fond, který založila televize BBC pro léčbu rakoviny prostaty. Tato verze singlu písně se nejvyšší v britských hudebních žebříčcích dostala na 29. pozici.